# Ramganj
Ramgarh (en bengali : রামগঞ্জ) est une upazila du Bangladesh dans le district de Lakshmipur. En 2011, on y dénombrait 342 027 habitants.